# Torn (chanson d'Ava Max)
 (août 2022).
La mise en forme du texte ne suit pas les recommandations de Wikipédia : il faut le « wikifier ».
Les points d'amélioration suivants sont les cas les plus fréquents. Le détail des points à revoir est peut-être précisé sur la page de discussion.
- Les titres sont pré-formatés par le logiciel. Ils ne sont ni en capitales, ni en gras.
- Le texte ne doit pas être écrit en capitales (les noms de famille non plus), ni en gras, ni en italique, ni en « petit »…
- Le gras n'est utilisé que pour surligner le titre de l'article dans l'introduction, une seule fois.
- L'italique est rarement utilisé : mots en langue étrangère, titres d'œuvres, noms de bateaux, etc.
- Les citations ne sont pas en italique mais en corps de texte normal. Elles sont entourées par des guillemets français : « et ».
- Les listes à puces sont à éviter, des paragraphes rédigés étant largement préférés. Les tableaux sont à réserver à la présentation de données structurées (résultats, etc.).
- Les appels de note de bas de page (petits chiffres en exposant, introduits par l'outil «  Source ») sont à placer entre la fin de phrase et le point final[comme ça].
- Les liens internes (vers d'autres articles de Wikipédia) sont à choisir avec parcimonie. Créez des liens vers des articles approfondissant le sujet. Les termes génériques sans rapport avec le sujet sont à éviter, ainsi que les répétitions de liens vers un même terme.
- Les liens externes sont à placer uniquement dans une section « Liens externes », à la fin de l'article. Ces liens sont à choisir avec parcimonie suivant les règles définies. Si un lien sert de source à l'article, son insertion dans le texte est à faire par les notes de bas de page.
- La présentation des références doit suivre les conventions bibliographiques. Il est recommandé d'utiliser les modèles {{Ouvrage}}, {{Chapitre}}, {{Article}}, {{Lien web}} et/ou {{Bibliographie}}. Le mode d'édition visuel peut mettre en forme automatiquement les références.
- Insérer une infobox (cadre d'informations à droite) n'est pas obligatoire pour parachever la mise en page.

Pour une aide détaillée, merci de consulter Aide:Wikification.
Si vous pensez que ces points ont été résolus, vous pouvez retirer ce bandeau et améliorer la mise en forme d'un autre article.
Pour les articles homonymes, voir Torn.
Singles de Ava Max
Slow Dance
(2019) Tabú
(2019)
Clip vidéo
[vidéo] « Torn », sur YouTube
Torn est une chanson de la chanteuse américaine Ava Max, sortie le 19 août 2019 chez Atlantic Records en tant que troisième single de son premier album studio, Heaven & Hell (2020). La chanson a été écrite par Max, Madison Love, James Lavigne, Thomas Eriksen, Sam Martin et le producteur Cirkut. C'est une chanson dance et pop dont les paroles décrivent la lutte interne entre le désir de rester et celui de quitter une relation. Torn figurait dans le top 10 en Pologne, aux Pays-Bas, en Slovaquie et en Slovénie. La chanson a été certifiée double platine en Pologne et a été certifiée or dans cinq pays.
Un clip vidéo d'accompagnement a été réalisé par le réalisateur coréen-américain Joseph Kahn et sorti le 27 août 2019. La vidéo sur le thème des super-héros a été tournée à Milan pendant quatre jours. Max a dépeint des identités doubles; une femme ordinaire et un super-héros, alors qu'elle cherchait à se venger de son petit ami. Max a interprété Torn en medley dans les émissions des MTV Video Music Awards 2019 et des MTV Europe Music Awards 2019, ainsi qu'au Jingle Bell Ball 2019.

## Contexte et composition
Max a teasé Torn en légende d'une vidéo postée sur Instagram, demandant à ses fans s'ils connaissaient le nom de la chanson qu'elle s'apprêtait à sortir. Un lien de précommande pour Torn a été découvert, Max partageant par la suite la pochette et un extrait de la chanson. Torn est sorti le 19 août 2019. Il a été écrit par Max, Madison Love, James Lavigne, Thomas Eriksen, Sam Martin et le producteur Cirkut. La chanson a été enregistrée à Virginia Beach, et West Hollywood, Californie dans A Studios.
Torn est une chanson dance et pop, qui utilise des éléments de disco,. Les paroles décrivent la lutte interne entre le désir de partir et celui de rester avec un amant. Max a déclaré que la chanson « explore la lutte » entre « l'amour et la haine ».

## Accueil critique et performance commerciale
Shaad D'Souza de The Fader a comparé Torn à la discographie d'ABBA. Pour Us Weekly, Nicholas Hautman a noté qu'il « échantillonnait subtilement » la chanson du groupe de 1979 Gimme! Gimme! Gimme! (A Man After Midnight). Max a répondu aux comparaisons en déclarant qu'elle écoutait ABBA et Ace of Base pendant son enfance, et qu'elle voulait « ajouter une petite touche disco là-dedans ». La chanson a été incluse dans la liste des meilleures chansons de 2019 de Vogue, où Christian Allaire a déclaré qu'elle « se fraye un chemin dans ma tête au moins une fois par jour ».
En Pologne, Torn a atteint la troisième place du classement polonais Airplay Top 100 du 16 novembre 2019 et a été certifié double platine par le Polish Airplay Top 100 (ZPAV) pour des ventes équivalentes à 40 000 unités dans le pays. La chanson a atteint le numéro trois aux Pays-Bas, le numéro quatre en Slovaquie, et le numéro neuf en Slovénie. Sur le Scottish Singles Chart publié le 6 septembre 2019, Torn s'est incliné au numéro 18, tandis que la chanson a culminé au numéro 87 sur le UK Singles Chart du 13 septembre 2019, où elle est restée pendant deux semaines. Torn a été certifié or en Autriche, au Brésil, en France, en Italie, et en Suisse.

## Clip musical

### Contexte
Le clip réalisé par Joseph Kahn a été tourné à Milan pendant quatre jours de juin à août 2019 et est sorti le 27 août 2019. Il a été considéré comme « sur le thème des super-héros ». Madeline Roth de MTV News a décrit le personnage de Max comme une « femme méprisée » qui « va sous couverture en tant que héros qui fout la merde à certains méchants masqués - y compris son petit ami louche ». Roth a décrit l'identité secrète du personnage de Max comme quelqu'un qui « a enduré une relation venimeuse » et a survécu à une trahison pour « riposter ». Max a expliqué le processus de création du concept de la vidéo, déclarant qu'elle percevait les visuels lors de l'enregistrement de la chanson et savait exactement ce qu'elle voulait. Elle a approché Kahn avec l'idée de créer deux personnages pour une femme ordinaire nommée « Amanda » et un super-héros nommé « Ava Max ». Max lui a demandé en plaisantant de lui permettre de devenir un super-héros, sachant que c'était difficile à accomplir. Cependant, Kahn a répondu qu'il « a toujours voulu faire ça ».
Max a réalisé ses propres cascades, passant la matinée du deuxième jour du tournage à s'entraîner avant de tourner la vidéo à 1h00 du matin. On la voit porter divers vêtements de Trussardi, y compris des pièces d'archives des années 80 et 90, comme des escarpins scintillants avec le logo « T » sur le talon, un trench-coat en cuir et une sacoche avec le logo du lévrier de Trussardi comme fermeture. Max a déclaré qu'elle « voulait quelque chose d'italien unique avec une histoire riche, à la fois avant-gardiste et élégante. Trussardi était la seule option ». Un modèle de la Fiat Panda personnalisé par Trussardi est brièvement présenté dans le clip vidéo, dont une partie a été utilisée dans des publicités,,. En janvier 2021, la vidéo comptait plus de 76 millions de vues sur YouTube.

### Synopsis
La vidéo commence par un livre usé dont la page s'ouvre sur le premier chapitre. Une femme brune nommée Amanda (représentée par Ava Max) est vue en train de se disputer avec son petit ami de l'autre côté de la table à manger, tandis qu'il part en trombe vers sa voiture et s'éloigne sous la pluie. Amanda enfile ensuite son costume de super-héros à l'intérieur du manoir, composé d'une cape rouge, d'un pantalon argenté et de ses cheveux blonds, coupés à moitié sur le côté droit (son célèbre Max Cut). Dans le chapitre 2, plusieurs malfrats masqués commettent un vol dans un magasin et s'enfuient dans une voiture de sport rouge. Amanda les affronte au milieu de l'autoroute et les maîtrise, tandis qu'un texte de style BD apparaît après chaque coup. De retour au manoir, la nouvelle de l'incident est diffusée, tandis que son petit ami regarde sur le canapé. De retour dans ses cheveux bruns, Amanda récure furieusement la vaisselle tandis que des étincelles jaillissent de ses mains et finissent par la fendre en deux.
La scène suivante commence avec le petit ami d'Amanda qui sort de la voiture avec une autre fille. On voit Amanda sortir le chien, alors qu'elle coupe la ceinture de sécurité de la même voiture. Elle émerge dans un bal masqué en portant un demi-masque, et rencontre son petit ami portant un masque domino. Les deux sortent sur le balcon, où ils s'embrassent, tandis que des scènes de flash-back se déroulent rapidement depuis le début de la vidéo. Cependant, son petit ami la pousse du balcon, et Amanda tombe dans l'océan. De nombreux sauts sont effectués entre les scènes où Amanda plonge dans l'océan et celles où elle est allongée dans une baignoire dans le manoir. Le chapitre 3 montre Amanda qui s'envole du fond de l'océan et revient dans le champ de vision de son petit ami, qu'elle électrocute en le frappant dans la bouche. La vidéo s'achève sur la brune Amanda quittant le manoir avec son petit ami sur le canapé, tandis que le livre s'arrête à la page « Fin » avant de se refermer.

## Performances live
Max a donné sa première performance télévisée de Torn lors de l'avant-spectacle des MTV Video Music Awards 2019 dans un medley avec Sweet but Psycho. Pendant le spectacle, Max et les danseurs sont apparus vêtus de costumes argentés et de bottes de gladiateur, alors qu'ils exécutaient une danse chorégraphiée avec des passages vocaux. Lors de son apparition sur le tapis rouge lors du même événement, elle portait un costume de super-héros brillant avec une cape rouge attachée, qui a servi de taquin pour le clip vidéo sorti le lendemain Max a interprété Torn et Sweet but Psycho aux MTV Europe Music Awards 2019, où elle portait une robe rouge tout en se produisant sur une piste blanche, qui a été décrite par Joe Lynch de Billboard comme utilisant « une imagerie minimaliste pour un effet maximal ». Au Jingle Bell Ball 2019, Max a interprété Torn dans un medley avec So Am I et Sweet but Psycho.

## Liste des pistes
| Téléchargement digital / streaming 1. "Torn" – 3:18 Téléchargement digital / streaming – Kream remix 1. "Torn" (KREAM Remix) – 2:49 Téléchargement digital / streaming – Hook n Sling remix 1. "Torn" (Hook N Sling Remix) – 3:33 Téléchargement digital / streaming – Cirkut DJ mix 1. "Torn" (Cirkut DJ Mix) – 3:29 Téléchargement digital / streaming – Adryiano remix 1. "Torn" (Adryiano Remix) – 4:33 | Streaming 1. "Torn" (KREAM Remix) – 2:49 2. "Torn" (Hook N Sling Remix) – 3:33 3. "Torn" (Cirkut DJ Mix) – 3:29 4. "Torn" (Adryiano Remix) – 4:33 5. "Torn" – 3:18 German CD single 1. "Torn" – 3:18 2. "Salt" – 3:00 |

## Crédits et personnel
Générique adapté du CD single allemand.
Lieux de publication et d'enregistrement
- Publié par Sam Martin Music Publishing / Artist Publishing Group West / Kobalt Songs Music Publishing / I Think I'm Nino Publishing / Max Cut Publishing / Warner Geo Met Ric Music / Warner Chappell Music / Cirkut Breaker
- Enregistré aux studios A, West Hollywood, Californie
- Mixé aux MixStar Studios, Virginia Beach, Virginie

Personnel
 
- Amanda Ava Koci - voix, composition
- Henry Walter - composition, production, enregistrement des voix
- Thomas Eriksen - composition, co-production
- James Lavigne - composition
- Madison Love - composition
- Sam Denison Martin - composition
- Serban Ghenea - mixage audio
- John Hanes - ingénieur du son

## Classements
| Classement (2019-2020)                  | Meilleure position |
| --------------------------------------- | ------------------ |
| Allemagne (GfK Entertainment)           | 59                 |
| Australie (ARIA)                        | 34                 |
| Autriche (Ö3 Austria Top 40)            | 60                 |
| Belgique (Wallonie Ultratop 50 Singles) | 23                 |
| Croatie (HRT)                           | 44                 |
| Écosse (OCC)                            | 18                 |
| Europe (Euro Digital Songs)             | 20                 |
| Finlande (Suomen virallinen lista)      | 3                  |
| France (SNEP)                           | 106                |
| France (SNEP Ventes)                    | 10                 |
| Hongrie (Rádiós Top 40)                 | 34                 |
| Italie (FIMI)                           | 82                 |
| Mexico Ingles Airplay (Billboard)       | 4                  |
| Nouvelle-Zélande (RMNZ)                 | 27                 |
| Pays-Bas (Nederlandse Top 40)           | 20                 |
| Pologne (ZPAV)                          | 3                  |
| Roumanie (Romanian Radio Airplay)       | 54                 |
| Royaume-Uni (UK Singles Chart)          | 87                 |
| Slovaquie (IFPI Rádio)                  | 4                  |
| Slovénie (SloTop50)                     | 9                  |
| Suisse (Schweizer Hitparade)            | 28                 |
| Tchéquie (IFPI Rádio)                   | 26                 |

## Certifications
| Région                                                                                                 | Certification | Ventes/Streams |
| --- | ------------- | -------------- |
| Autriche (IFPI)                                                                                        | Or            | 15 000x        |
| Brésil (ABPD)                                                                                          | Platine       | 40 000*        |
| France (SNEP)                                                                                          | Or            | 150 000*       |
| Italie (FIMI)                                                                                          | Or            | 35 000‡        |
| Pologne (ZPAV)                                                                                         | 2 × Platine   | 40 000*        |
| Suisse (IFPI)                                                                                          | Or            | 10 000x        |
| *Ventes selon la certification ^Mise en rayon selon la certification xNon précisé par la certification |               |                |

## Historique des sorties
| Région    | Date              | Format(s)                            | Version               | Étiquette | Ref.   |
| --------- | ----------------- | ------------------------------------ | --------------------- | --------- | ------ |
| Divers    | 19 août 2019      | - Téléchargement digital - Streaming | Original              | Atlantic  | [ 23 ] |
| Italie    | 30 août 2019      | Diffusion radio                      | Original              | Warner    | [ 58 ] |
| Divers    | 5 septembre 2019  | - Digital download - streaming       | Remix de KREAM        | Warner    | [ 24 ] |
| Divers    | 12 septembre 2019 | - Digital download - streaming       | Remix de Hook's Sling | Warner    | [ 25 ] |
| Divers    | 26 septembre 2019 | - Digital download - streaming       | Cirkut DJ mix         | Warner    | [ 26 ] |
| Divers    | 10 octobre 2019   | - Digital download - streaming       | Remix d'Adryiano      | Warner    | [ 27 ] |
| Allemagne | 10 janvier 2020   | CD single                            | Original              | Atlantic  | [ 29 ] |